# Pół na pół
Pół na pół (ang. Half & Half, 2002–2006) – amerykański serial komediowy stworzony przez Jeffreya Klarika. Wyprodukowany przez SisterLee Productions i CBS Productions.
Jego światowa premiera odbyła się 23 września 2002 roku na kanale UPN. Ostatni odcinek został wyemitowany 15 maja 2006 roku. W Polsce serial emitowany na kanałach TVP2 i Comedy Central Family.

## Obsada

### Główni
- Rachel True jako Monique Alexandra "Mona" Rose Throne
- Essence Atkins jako Deirdre Chantal "Dee Dee" Thorne
- Telma Hopkins jako Phyllis Thorne
- Valarie Pettiford jako Deirdre "Big Dee Dee" LaFontaine Thorne
- Chico Benymon jako Spencer Williams
- Alec Mapa jako Adam Benet

### Pozostali
- MC Lyte jako Kai Owens
- Obba Babatundé jako Charles Thorne
- Joey Lawrence jako Brett Mahoney
- Keith Robinson jako Neil Crawford
- Michelle Williams jako Naomi Dawson

i inni